# Foz do Iguaçu
Foz de Iguazú es una ciudad y municipiode Brasil situada en el estado de Paraná, en la frontera con Argentina y Paraguay. Según el censo de 2022, tiene una población de 300 000 habitantes. Junto a Ciudad del Este (Paraguay) y Puerto Iguazú (Argentina), conforma un área metropolitana trinacional de un millón de habitantes.
Las principales fuentes de ingresos de Foz de Iguazú son el turismo y la producción de electricidad. La ciudad es famosa por sus atracciones turísticas, que atraen a personas de Brasil y del mundo entero. Entre ellas están las cataratas del Iguazú, la represa hidroeléctrica de Itaipú, el  Parque das Aves y el lugar donde el río Iguazú tiene su desembocadura en el Paraná, conocido como Triple Frontera. Parte importante de sus ingresos del comercio y el turismo provienen del comercio fronterizo de visitantes de los países vecinos, sobre todo cuando la tasa de cambio les es favorable.
Foz de Iguazú se caracteriza por su diversidad cultural. En la ciudad residen personas de 80 nacionalidades, siendo las más representativas las de Líbano, China, Paraguay y Argentina.

## Historia
Investigaciones arqueológicas realizadas por la Universidad Federal de Paraná en el espacio brasileño de la represa de Itaipú, antes de su formación, ubicaron las huellas de la presencia humana más remota en la región en el año 6000 a. C. Diversos grupos humanos se han sucedido a lo largo de los siglos. Los últimos en preceder a los europeos (españoles y portugueses) fueron los indios.
En 1542 el español Álvar Núñez Cabeza de Vaca llegó al río Iguazú y avanzó por sus costas guiado por los indios cainganges, llegando a las Cataratas y dejando constancia de que fue su "descubridor".
En 1881 la localidad recibió a sus dos primeros habitantes, un brasileño y un español. Ocho años después se fundó una colonia militar en la frontera, marcando el inicio de la ocupación efectiva del lugar por parte de los brasileños y de lo que se convertiría en la ciudad de Foz de Iguazú.
En 1910 la colonia militar pasó a ser un distrito del municipio de Guarapuava con el nombre de "Vila Iguassu". En ese entonces era un distrito del municipio de Guarapuava. Dos años más tarde el ministro de Guerra emancipó la colonia, convirtiéndola en un asentamiento civil dependiente directamente del Gobierno de Paraná.
El 14 de marzo de 1914 se creó el municipio de Vila Iguaçu, instalado efectivamente el 10 de junio del mismo año con la toma de posesión de su primer alcalde y de la primera Cámara de Concejales.
La historia del Parque Nacional comienza en 1916, con la visita a Foz de Iguazú de Alberto Santos Dumont, el "Padre de la Aviación". En aquel momento la zona era propiedad del uruguayo Jesús Val, pero Santos Dumont intercedió junto al presidente del Estado de Paraná para que fuera expropiada y convertida en patrimonio público. Las gestiones fueron exitosas y fue la zona fue declarada de interés público ese mismo año. En 1939 fue creado el Parque Nacional Iguazú.
En la literatura contemporánea, el barrio Vila Carimã aparece de forma subjetiva en la obra del escritor Leonid R. Bózio, quien relata en el libro Tempos Sombrios, de la serie Autofagia, el misticismo local a través de la figura del Pombero, criatura de la mitología guaraní.

## Toponimia
El nombre de la ciudad (cuyo significado es Boca del Iguazú) era originalmente Foz d Iguassu, pero fue cambiado por el nombre actual, Foz do Iguaçu, en el año 1945, debido a un acuerdo entre las Academias de Letras de Lisboa y la brasileña, pasándose a usar la "c" con cedilla. En 2005, la ciudad fue interés de la prensa nacional a raíz de una polémica, cuando la cámara de concejales creó un proyecto de ley que cambiaba el nombre oficial de la ciudad al de Foz do Iguassu. El principal alegato era que la "ç" (cedilla) causaba trastornos y situaciones incómodas para la comprensión de innumerables turistas que visitan la ciudad todos los años. Las dos "eses" serían entonces una manera de "universalizar" el nombre de la ciudad, rescatando la toponimia original, que fue cambiada en los primeros años del siglo XX.
El proyecto por cambiar el nombre (de Foz do Iguaçu a Foz do Iguassu) fue aprobado el día 19 de octubre de 2005 por 8 votos a favor contra 4 votos en contra, en la primera y segunda discusión de la cámara de concejales. Entretanto, fue realizada una consulta popular para la aprobación o no del cambio de nombre. Según los resultados de una encuesta realizada por la municipalidad, donde fueron encuestados cerca de 4 mil personas, más del 90 % afirmaron estar en contra del cambio. Con la repercusión negativa de la población y de los medios de comunicación, el alcalde vetó la medida, y la cámara terminó acatando el veto.